# IC 4651
IC 4651 – gromada otwarta znajdująca się w konstelacji Ołtarza w odległości około 3000 lat świetlnych od Ziemi. Została odkryta 28 lipca 1826 roku przez Jamesa Dunlopa. Niezależnie odkrył ją Solon Bailey w 1896 roku.
Rozmiar IC 4651 wynosi 8–9 lat świetlnych. Gromada liczy około 1,7 miliarda lat, zaś jej gwiazdy uformowały się mniej więcej w tym samym czasie z tego samego obłoku gazu. Obecnie IC 4651 zawiera gwiazdy o łącznej masie około 630 mas Słońca, lecz szacuje się, że początkowo zawierała co najmniej 8300 gwiazd o łącznej masie 5300 mas Słońca. Część utraty masy wynika z tego, że najmasywniejsze gwiazdy dotarły już do końca swojego życia i wybuchły jako supernowe. Jednak większość gwiazd opuściła gromadę w wyniku oddziaływania grawitacyjnego z innymi gromadami gwiazd lub olbrzymimi obłokami gazu, niektóre zaś powoli dryfowały na zewnątrz gromady.